# Robert Woodrow Wilson

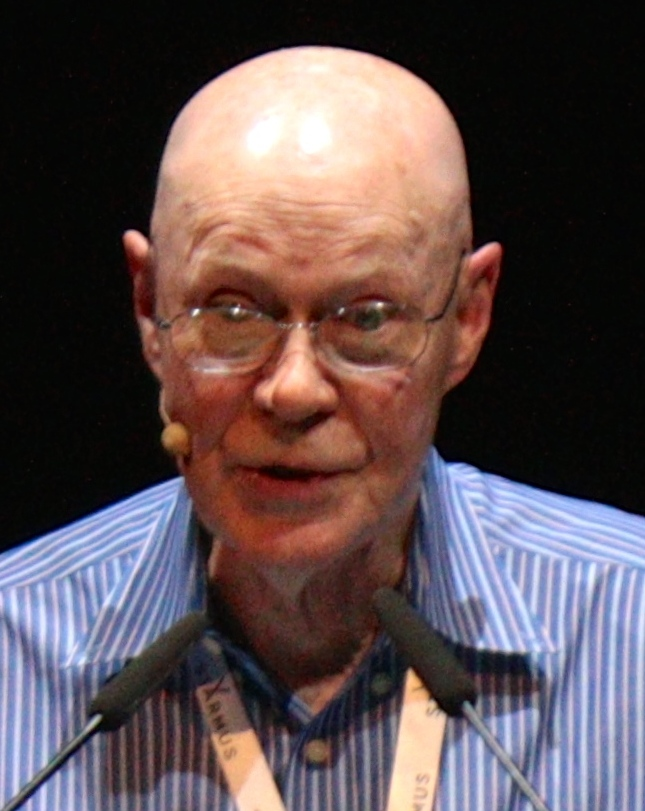
Robert Woodrow Wilson (2016)

Robert Woodrow Wilson (* 10. Januar 1936 in Houston, Texas) ist ein US-amerikanischer Physiker und Nobelpreisträger für Physik.
Wilson studierte an der Rice University und am California Institute of Technology.
Er erhielt 1978 zusammen mit Arno Penzias den Nobelpreis für Physik für die Entdeckung der kosmischen Mikrowellen-Hintergrundstrahlung (englisch: Cosmic Microwave Background, CMB). Diese Entdeckung machten die beiden durch Zufall im Jahr 1964, während sie an den Bell Laboratorien in Holmdel, New Jersey an einer neuen Art von Antenne arbeiteten. Sie entdeckten ein Hintergrundrauschen, das sie sich nicht erklären konnten. Nachdem sie die Antenne von Taubendreck befreit hatten, das Rauschen aber blieb, wurde es im Endeffekt als kosmische Hintergrundstrahlung identifiziert. Diese wird als eine experimentelle Bestätigung der Urknall-Theorie aufgefasst.

## Auszeichnungen
- 1977: Henry Draper Medal
- 1977: Herschel-Medaille
- 1978: Aufnahme in die American Academy of Arts and Sciences
- 1978: Nobelpreis für Physik
- 1979: Aufnahme in die National Academy of Sciences
- 2009: Mitglied der American Philosophical Society[1]